# Thomas Hohler

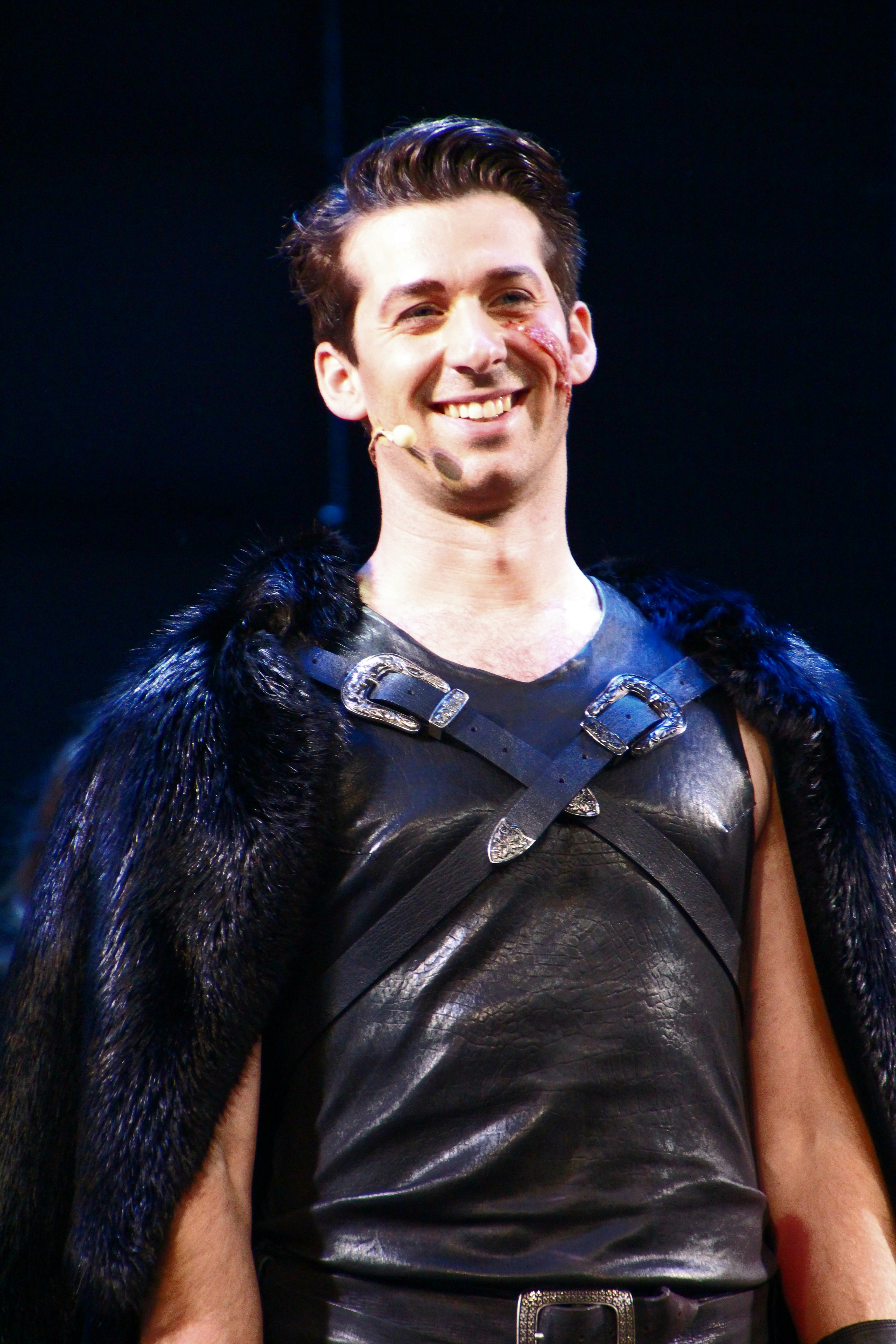
Thomas Hohler im Musical Robin Hood (2022)

Thomas Hohler (* in Bottrop) ist ein deutscher Musicaldarsteller und Sänger. Bekannt wurde er durch seine Hauptrolle des jungen Edelmannes d'Artagnan in der Stage-Entertainment-Produktion 3 Musketiere am Apollo Theater in Stuttgart.

## Leben
In der Grundschule wirkte Thomas Hohler bei Theateraufführungen als Schauspieler und Sänger mit. Von 1996 bis 1997 spielte er die Kinderhauptrolle des Gavroche im Musical Les Misérables in Duisburg. Hohler nahm Gesangs-, Klavier- und Tanzunterricht an der Musikschule in Bottrop. Weitere Bühnenfahrung sammelte er 2002 im Musical Hair, wo er im Consoltheater in Gelsenkirchen und der Les Halles in Düsseldorf die Hauptrolle des Claud Hooper Bukowski übernahm. In seiner Heimatstadt Bottrop gab er mehrere Solokonzerte.
2006 spielte er im Ensemble und die zweite Besetzung des d'Artagnan im Musical Drei Musketiere im Theater des Westens in Berlin. Im November 2006 erhielt er die Hauptrolle des d'Artagnan am Apollo Theater in Stuttgart. Ab April 2008 stand er im Musical Elisabeth im Theater des Westens Berlin im Ensemble und als Cover Lucheni auf der Bühne. Im Oktober 2008 ging er mit dem Musical auf Tournee. 2011 und 2014 stand Thomas Hohler bei den Freilichtspielen Tecklenburg auf der Bühne, 2014 für das Musical Sunset Boulevard.  2014 bis 2015 spielt er abermals beim Musical Elisabeth mit, in der Tourproduktion in Shanghai, Essen, München und Linz. Im Sommer 2016 kehrte er erneut nach Tecklenburg zurück und war sowohl ein Teil von Artus Excalibur als auch des Musicals Saturday Night Fever.
2016–2017 spielte er in der Tourproduktion als Emanuel Schikaneder und Cover Mozart in Mozart! Das Musical mit, die in Duisburg und Shanghai gastierte. Als Nick Hurley wirkt er ebenfalls in der Spielsaison 2016/17 an der Flashdance-Produktion am Staatstheater Darmstadt mit. Im Sommer 2017 war Hohler wieder ein Teil der Freilichtspiele Tecklenburg – in der Musicalversion des Films Shrek war er als Esel zu sehen und im Musical Rebecca übernahm er den Part des Frank Crawley.
Es folgten weitere Musical-Hauptrollen in Anastasia und Ghost in Stuttgart sowie als Guy von Gisbourne in Robin Hood (Spotlight Musicals) in Fulda, München und Hameln.
Eine besondere Leidenschaft von Thomas Hohler ist A-cappella-Gesang. Zusätzlich zu seinen Arrangements singt er bei der Berliner A-cappella-Band TuneFisch. Mit ihr veröffentlichte er Juli 2007 das Album Butter bei die Fische!!!, auf dem er zwei englischsprachige Titel als Leadsänger interpretiert. Ansonsten übernimmt er auf dem Album seinen Part als Rocktenor in der Band.

## Ausbildung
- Gesangsunterricht in der Musikschule Bottrop durch Ruth Miketta
- Klavierunterricht bei Roland Miosga
- 2004 Abitur am Heinrich-Heine-Gymnasium Bottrop
- 2004–2006 Studium im Fach Musical/Show an der Universität der Künste Berlin

## Musicals
- Les Misérables (Gavroche) – Theater am Marientor, Duisburg – 1996/97
- Hair (Claud Hooper Bukowski) – Consoltheater, Gelsenkirchen und Les Halles, Düsseldorf – 2002
- Die drei Musketiere (2. Besetzung D'Artagnan) – Theater des Westens, Berlin – 2006
- Die drei Musketiere (D'Artagnan) – Apollo Theater, Stuttgart – November 2006 bis Januar 2008
- Elisabeth (Ensemble/Cover Lucheni) – Theater des Westens, Berlin – April 2008 bis August 2008
- Elisabeth (Ensemble/Cover Rudolf/Lucheni) – Zürich – Oktober 2008 bis Januar 2009
- Elisabeth (Kronprinz Rudolf) – Stadttheater Antwerpen (in flämischer Sprache) – 22. März bis 26. April 2009
- Elisabeth (Kronprinz Rudolf) – Tourneeproduktion München, Frankfurth, Bremen, Bregenz und Düsseldorf – 18. Dezember bis 25. April 2010
- Die drei Musketiere (D'Artagnan) – Freilichtspiele Tecklenburg – 2010
- Jesus Christ Superstar (Simon Zelotes) – Freilichtspiele Tecklenburg – 2011
- Kein Pardon (Ensemble) – Capitol Theater, Düsseldorf – 2011
- Sunset Boulevard (Artie Green) – Freilichtspiele Tecklenburg – 2014
- Elisabeth (Kronprinz Rudolf/ Cover Lucheni) – Tourproduktion – 2014 bis 2016
- Saturday Night Fever (Bobby C) – Freilichtspiele Tecklenburg – 2016
- Artus (Sir Gareth) – Freilichtspiele Tecklenburg – 2016
- Mozart! (Musical) (Emanuel Schikaneder + 2. Besetzung Wolfgang A. Mozart) – Theater am Marientor, Duisburg und Shanghai – 2016–2017
- Flashdance (Nick Hurley) – Staatstheater Darmstadt – 2017
- Shrek (Esel) – Freilichtspiele Tecklenburg – 2017
- Rebecca (Frank Crawley) – Freilichtspiele Tecklenburg – 2017
- Wahnsinn!- Das Musical mit den Hits von Wolfgang Petry (Tobi) – Tourproduktion – ab Februar 2018
- Monty Python’s Spamalot (Sir Robin) – Freilichtspiele Tecklenburg – 2018
- Anastasia (Dimitri) – Palladium Theater Stuttgart – Juli 2019 bis Oktober 2019
- Ghost (Carl Bruner) – Palladium Theater Stuttgart – November 2019 bis März 2020
- Robin Hood – Das Musical (Guy von Gisbourne) – Schlosstheater Fulda – Spotlight Musicals 2022/2023

## Aufnahmen/Veröffentlichungen
- CD: Tunefish „Butter bei die Fische“
- CD: Musical „Wenn Rosenblätter fallen“ (Komponist: Rory Six)
- CD: Musical „Wahnsinn“
- CD: Robin Hood – Original Fulda Cast 2021

## Preise/Stipendien
- Juni 2003. Bundessieger Jugend musiziert in Weimar, Erfurt und Jena als Teilnehmer in der Kategorie Musical mit Höchstpunktzahl.
- November 2003. Erfolgreiche Teilnahme am Bundeswettbewerb Gesang in Berlin. Preis zur Förderung eines Gesangsstudiums.
- Dezember 2004. Einzelstipendium durch die Oscar und Vera Ritter-Stiftung.
- September 2005. Gewinner des Landes-Chorwettbewerb Berlin in der Kategorie Jazz-Vokal/A-cappella, als Mitglied des Chors „MusiCall“.
- Juli 2006. Gewinner des Ward-Swingle-Awards in Bronze in den Kategorien POP und Comedy mit seiner Band TUNEFISCH bei der „international singing competition 2006 VOKAL TOTAL“ in Graz/Österreich.